# Kelly’s Roast Beef

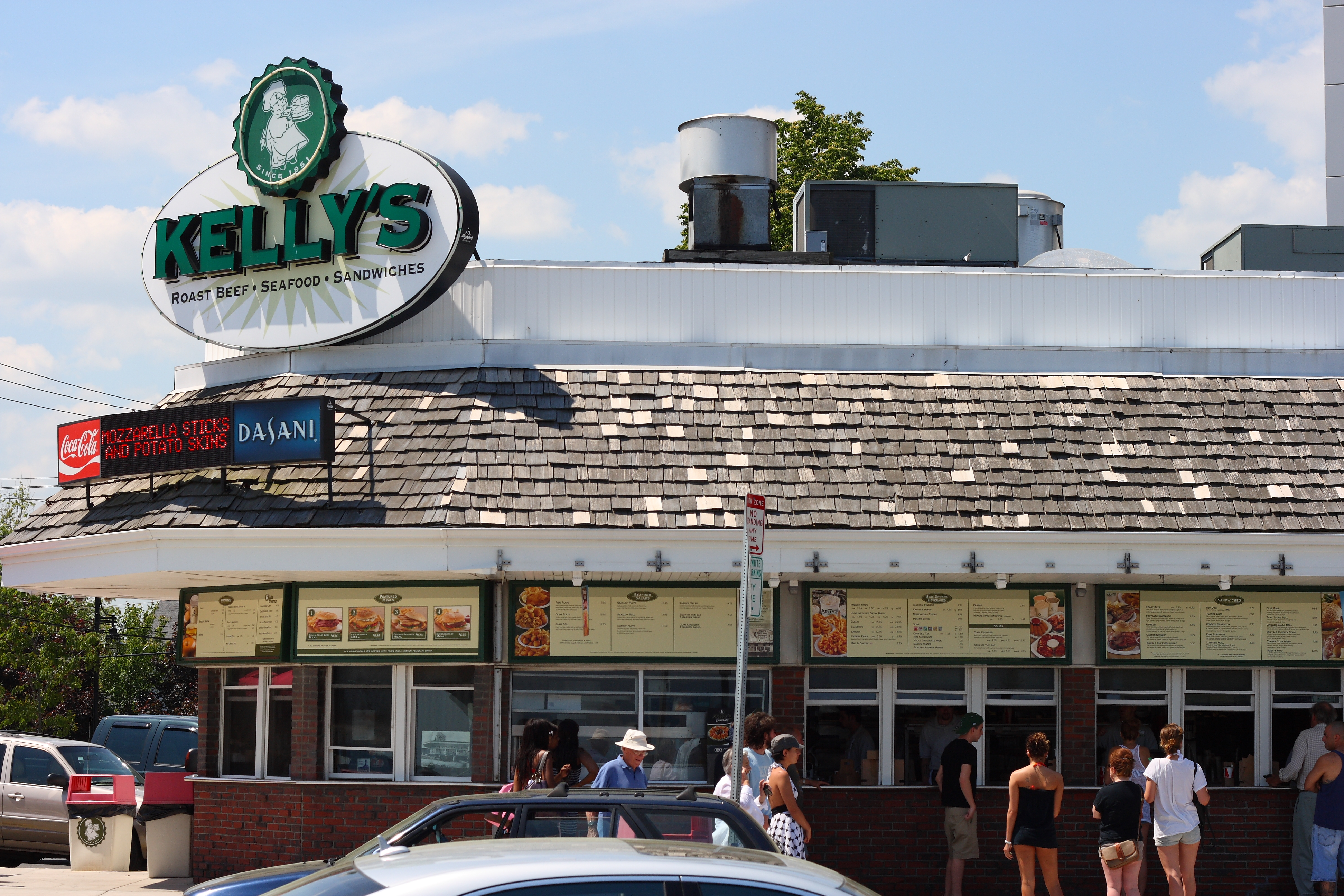
Kelly’s Roast Beef in Revere Beach

Kelly’s Roast Beef ist eine regionale Fast-Food-Restaurant-Kette in Massachusetts. Sie ist bekannt für ihre Roastbeef-Sandwiches und Hummerbrötchen sowie andere Meeresfrüchte. Sie wurde 1951 in der Stadt Revere, Massachusetts, an der Küste von Revere Beach von zwei Partnern, Frank V. McCarthy und Raymond Carey, gegründet. Keiner der beiden Partner wollte der Namensgeber des Restaurants sein, also beschlossen sie, es nach einem gemeinsamen Freund, Thomas Kelley, einem Floristen aus Dorchester, zu benennen.
Die Speisekarte der Kette besteht hauptsächlich aus Sandwiches, Meeresfrüchten und Schalentieren sowie dem charakteristischen Roastbeef. Das Restaurant verfügt an jedem Standort, außer am Revere Beach, über eine Durchfahrt. Um mit Fast-Food-Giganten wie McDonald’s und Burger King zu konkurrieren, fügte das Unternehmen seiner Speisekarte Chicken Fingers und Pommes frites hinzu.
Kelly’s behauptet, das moderne Roastbeef-Sandwich erfunden zu haben, und dass es als solches unbekannt war, bevor sie es 1951 einführten.